# Indolestes cheesmanae
Indolestes cheesmanae – gatunek ważki z rodziny pałątkowatych (Lestidae).